# Mordella baeri
Mordella baeri es una especie de coleóptero de la familia Mordellidae.

## Distribución geográfica
Habita en Argentina.